# Strix (munition)
Pour les articles homonymes, voir Strix (homonymie).
Strix est une munition de précision guidée pour mortier de 120 mm de fabrication suédoise. Nommé en Suède Pansarsprängvinggranat m/94 STRIX est un  projectile guidé en phase finale tiré à partir d'un  mortier actuellement fabriqué par Saab Bofors Dynamics.

## Description
Strix a été conçue pour frapper des chars en mouvement par le haut en feu indirect dans un contexte de lutte antichar. Elle est équipée d'une tête chercheuse infrarouge.
STRIX est tiré comme un obus de mortier conventionnel. L'obus contient un capteur d'imagerie infrarouge qu'il utilise pour se guider sur n'importe quel char ou véhicule de combat blindé à proximité de l'endroit où il atterrit. L'autodirecteur est conçu pour ignorer les cibles déjà en feu.
Lancé à partir de n'importe quel mortier de 120 mm, Strix a une portée normale allant jusqu'à 4,5 kilomètres (2,796170364 mi). Cependant, avec l'ajout d'un moteur de maintien spécial, la portée peut être augmentée à 7,5 kilomètres (4,66028394 mi).
Le mortier Strix utilise douze fusées à propulseur latéral à section médiane pour fournir des corrections de trajectoire terminales.
L'empennage est chargé d'abord avec les charges propulsives nécessaires (jusqu'à huit incréments), puis avec le moteur de maintien (si nécessaire) et enfin avec le projectile programmé. Une unité de programmation portative est connectée au projectile par câble avant le chargement pour alimenter le temps de vol avant l'activation de l'autodirecteur, et en tenant compte des conditions balistiques en phase terminale.
En plus d'être tiré par des mortiers conventionnels, le STRIX peut être tiré par le Advanced Mortar System, un double mortier automatique de 120 mm monté dans une tourelle pour être installé sur des véhicules de combat blindés.

## Historique
Les études de faisabilité et de définition du projet ont débuté en 1983, dans le cadre d'une coentreprise privée entre FFV Ordnance et Saab Missiles. Le premier vol entièrement guidé a eu lieu en 1988. FFV devrait achever son développement cette année et recevoir un contrat de production de l'armée suédoise peu de temps après. L'entreprise fait état d'un intérêt considérable de la part de l'étranger, notamment de la part du US Marine Corps. STRIX est en service dans l'armée suédoise et l'Armées suisses depuis 1994.

## Utilisateurs
- Suède
- Suisse, où elle porte l’appellation allemande 12 cm Minenwerfer intelligentes Geschoss 96 STRIX (12 cm Mw int G 96 STRIX), son équivalent pour les obusiers est la SMArt 155.

## Munitions comparables
- XM395 Precision Guided Mortar Munition, mortier
- M982 Excalibur, artillerie en tir indirect, type obusier